# Monte mare
Die monte mare mit Sitz in Rengsdorf (Westerwald) ist, mit verschiedenen Tochterunternehmen, ein Betreiber von Schwimmbädern in Deutschland. Im Jahr 2008 wurden die monte mare Bäder nach eigenen Angaben von mehr als 2,8 Mio. Gästen besucht.

## Unternehmensgruppe
Zur monte mare Unternehmensgruppe zählen die Gesellschaften monte mare GmbH für Architekten- und Ingenieurleistungen, gutachterliche Beratung
und Generalübernehmer-/Bauträgerleistungen, sowie die monte mare Betriebsgesellschaft mbH, welche Machbarkeitsstudien und gutachterliche Stellungnahmen mit Standortanalysen erstellt. Weitere Unternehmen wurden als eigenständige Gesellschaften für die einzelnen Betriebe gegründet.

## Betreibermodelle
Die Bäder werden (u. a. im Rahmen von PPP-Modellen) durch betrieben. Bei der Betriebsform Teilprivatisierung sind die Kommunen an der Gesellschaft beteiligt.

## Betriebene Bäder

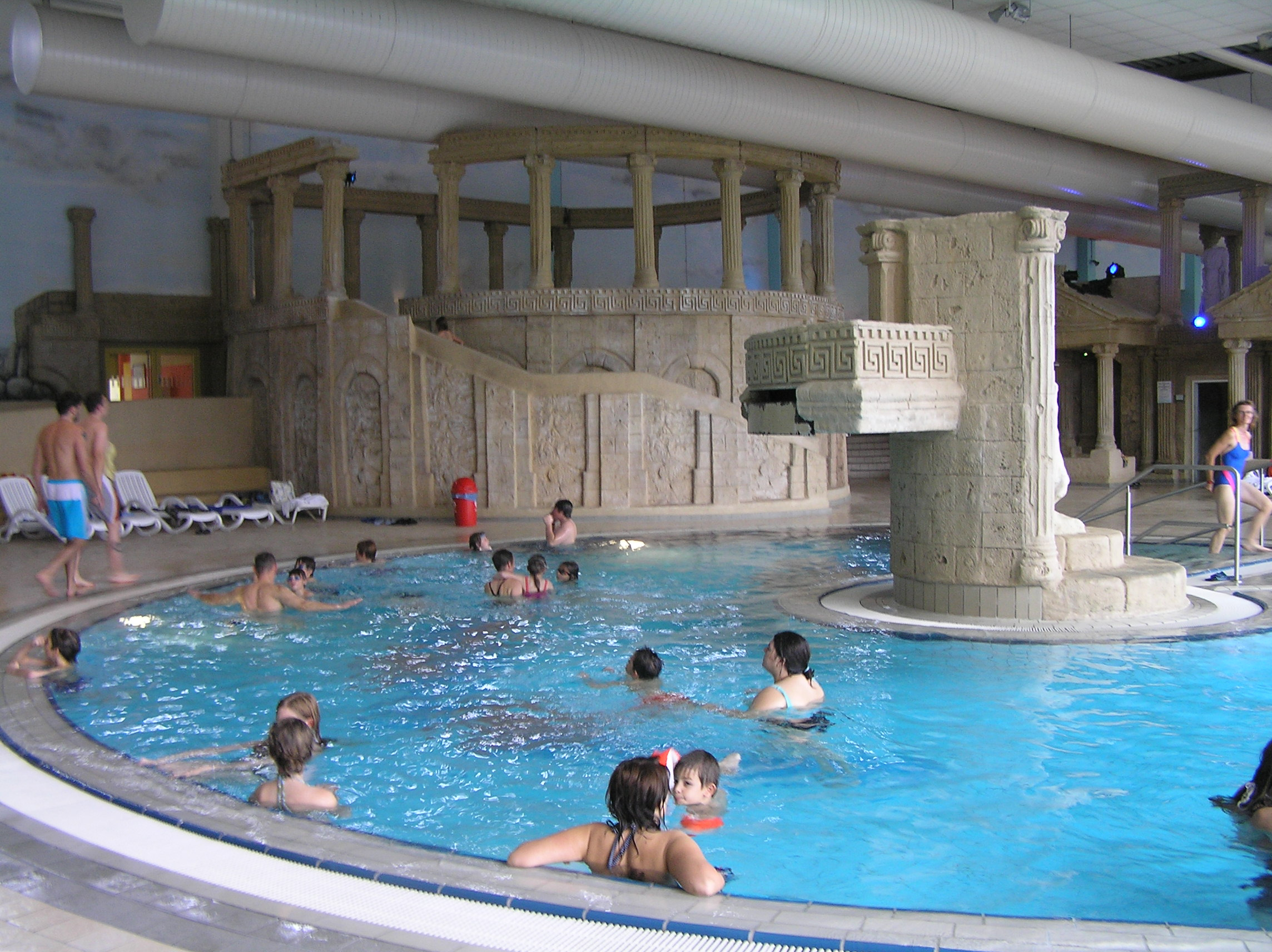
monte mare Bad Obertshausen

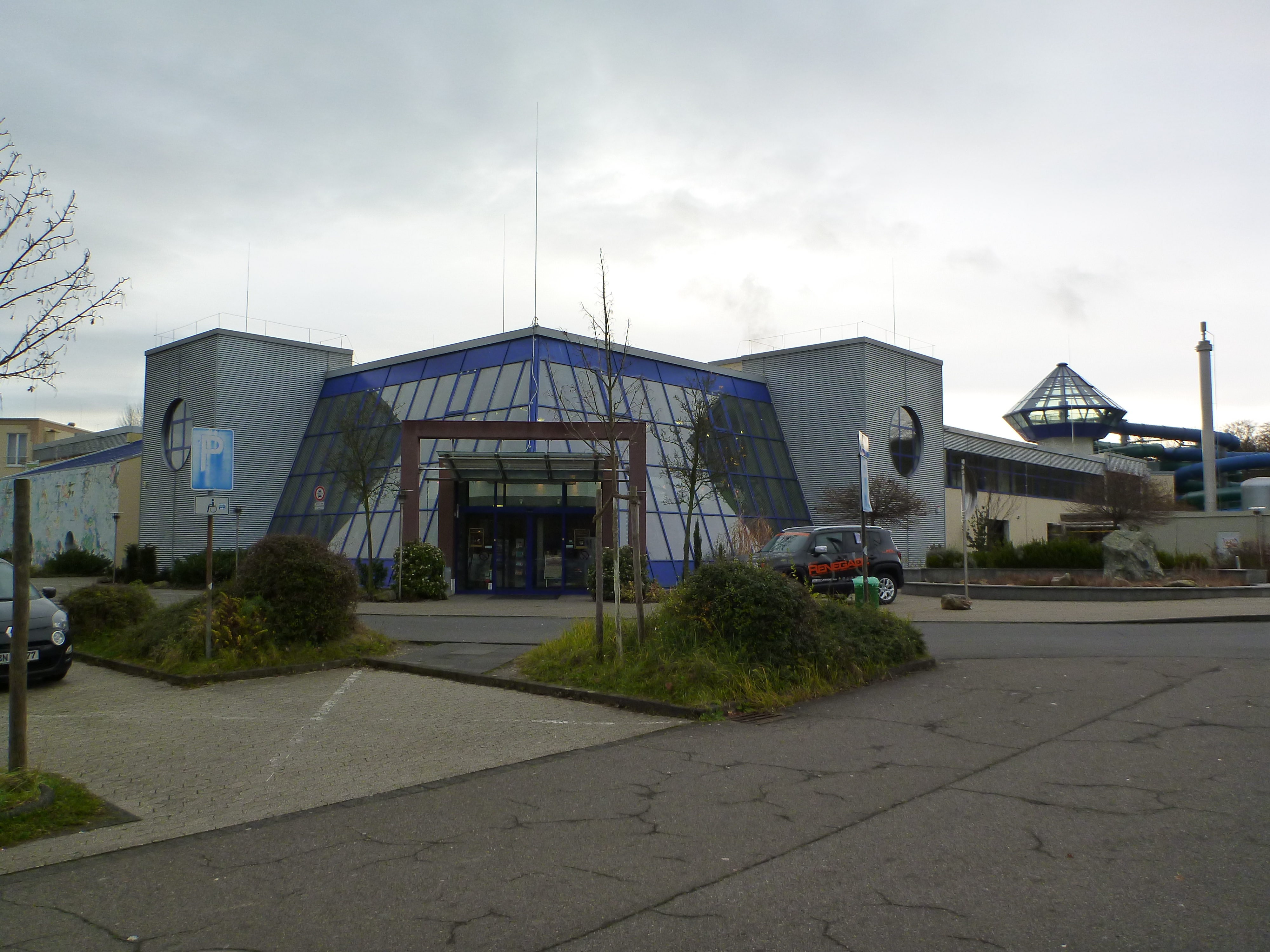
monte mare Bad in Rheinbach

monte mare Freizeitanlagen befinden sich in:
- Reichshof-Eckenhagen (Oberbergisches Land)
- Rheinbach bei Bonn (Eröffnung 2002)
- Kaiserslautern (Eröffnung im März 2004)
- Oer-Erkenschwick (Eröffnung im Mai 2004 im nördlichen Ruhrgebiet)
- Obertshausen (Übernommen zum 1. Dezember 2005 nach der Insolvenz des Betreibers Atlantis)
- Tegernsee (Eröffnung am 15. August 2008)
- Schliersee bei München (Eröffnung am 26. Dezember 2008)
- Kreuzau (übernommen zum 13. Februar 2009 vom Kreis Düren)
- Bedburg (Eröffnung am 3. Mai 2010)
- Andernach (Eröffnung am 10. bzw. 28. April 2012)

### monte mare Reichshof-Eckenhagen
Das monte mare in Reichshof-Eckenhagen ist im kommunalen Besitz und wird im Rahmen eines Betreibermodells durch monte mare betrieben. Das 1976 errichtete Bad wies 1992 einen Investitionsstau und ein jährliches Defizit von 1,1 Mio. Euro auf. Die Gemeinde gliederte das Schwimmbad als Eigengesellschaft aus und investierte 5,25 Mio. Euro. Nach der Wiedereröffnung 1994 gelang es, eine Kostendeckung zu erreichen.
Im Mai 2011 wurde das Bad für umfangreiche Sanierungs- und Umbaumaßnahmen geschlossen. Unter anderem wurde das Freizeitbad auf ein Sport-/Hallenbad mit 25-Meter-Becken, Sprungturm und Lehrschwimmbecken zurückgebaut und der Saunabereich wurde renoviert und teilweise umgebaut. Die Investitionskosten betrugen etwa 5 Mio. Euro. Die Wiedereröffnung musste mehrfach verschoben werden; seit dem 30. Januar 2013 sind Bad und Saunabereich wieder geöffnet.

### monte mare Rheinbach

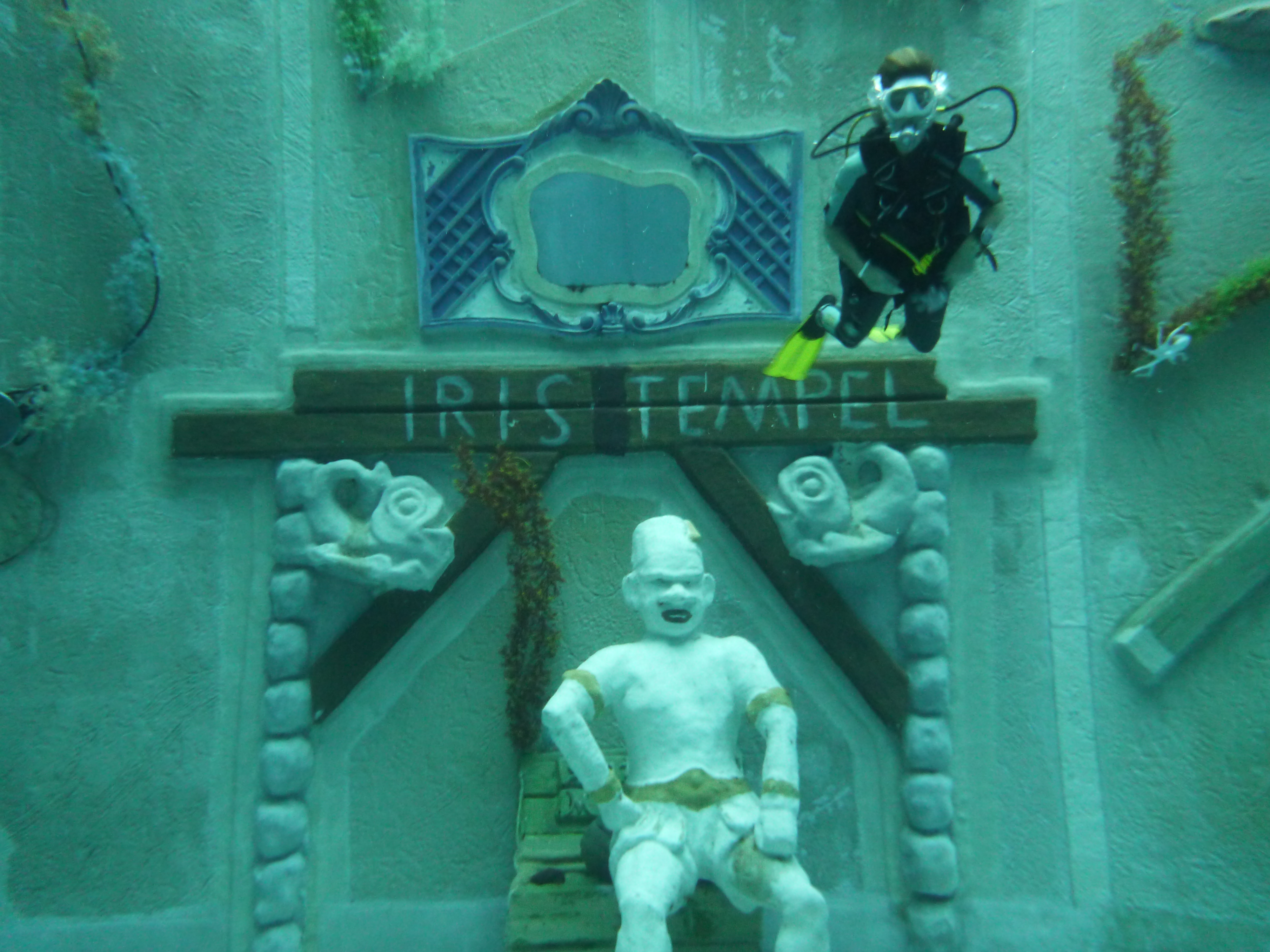
Indoor-Tauchbecken in Rheinbach

Ende 1975 nahm die Stadt Rheinbach (bei Bonn) ein Hallenbad in Betrieb, das 1983 um einen zweiten Bauabschnitt mit Wellenbad und Außenbecken ergänzt wurde. Die Gesamtinvestition beliefen sich auf 16,5 Mio. DM. Die Badeanlage wurde von 1976 bis 1999 von rund 6 Mio. Besuchern genutzt. 1997 ergab ein Gutachten, dass rund 8 Mio. DM zu investieren wären, um den Bestand zu sanieren und damit Badebetrieb weiter aufrechterhalten zu können. Der jährliche Zuschussbedarf belief sich auf rund 1,2 Mio. DM. 1999 fasste der Rat der Stadt Rheinbach den Beschluss, das Bad umfangreich umzubauen und anschließend durch monte mare betreiben zu lassen. Die Wiedereröffnung unter dem Namen monte mare erfolgte im März 2002.
Das monte mare verfügt, neben den für alle monte mare Anlagen typischen Bereichen „Sport/Freizeitbad“ (25-Meter-Sportbecken, Wellenbad, zwei Röhrenrutschen, Whirlpool) und „Sauna/Wellness“ in Rheinbach über ein Indoor-Tauchbecken mit angeschlossener Tauch-Basis und -Schule. Das Becken ist 10 Meter tief, enthält 2 Mio. Liter Wasser und hat eine Temperatur von 28 °C. Die Tauchausbildung umfasst die Kurse der internationalen Tauchorganisation SSI. Im Tauchbecken finden zudem Unterwasser-Hochzeiten statt.

### monte mare Kaiserslautern

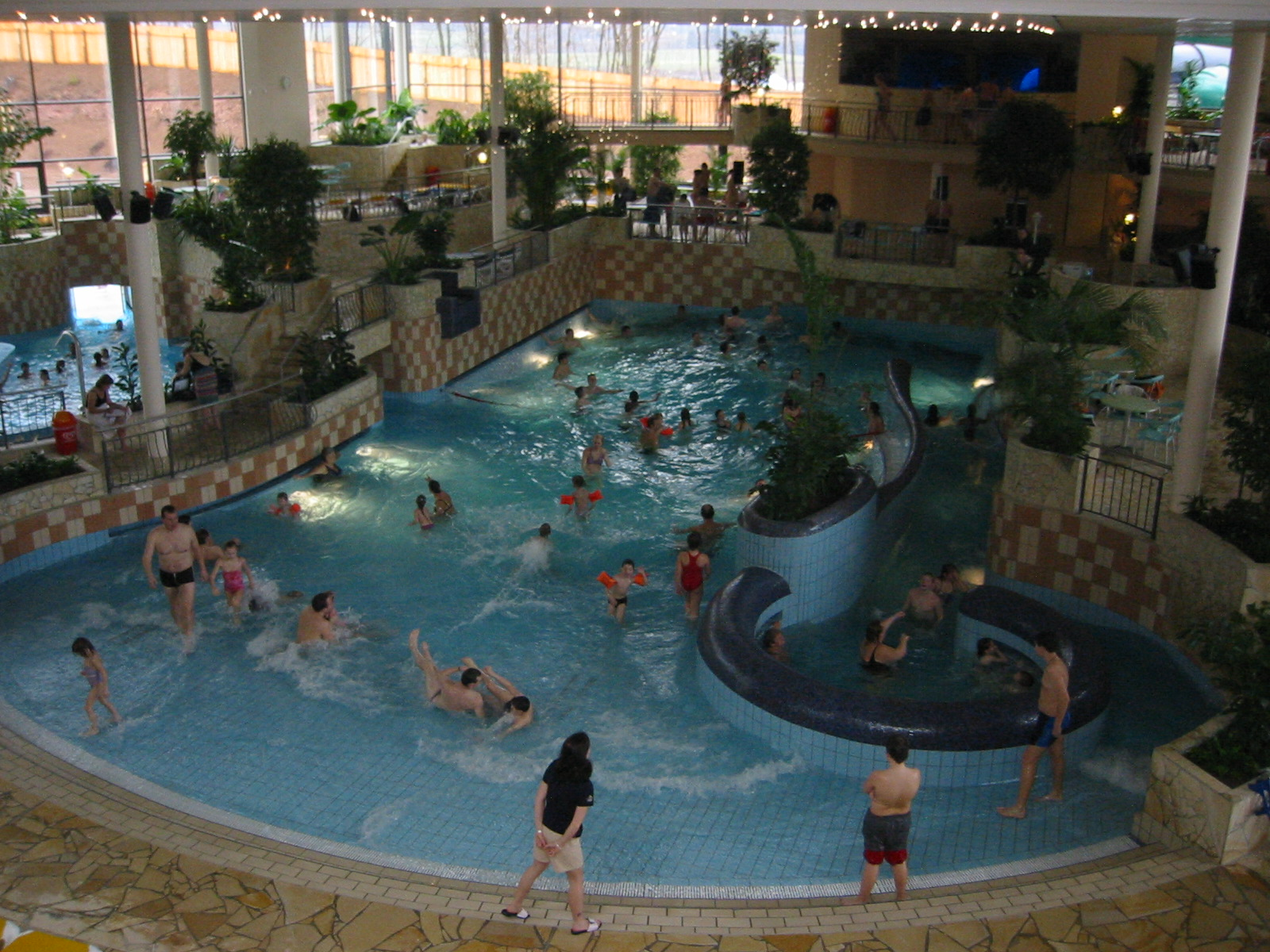
Das Wellenbad im monte mare Kaiserslautern

Das monte mare Kaiserslautern wurde am 13. März 2004 auf dem Hochplateau des PRE-Parks eröffnet worden und ersetzt das alte innerstädtische Hallenbad.
Es gliedert sich in die Bereiche Sportbad (25-Meter-Wettkampfbecken, Sprungturm, Lehrschwimmbecken), Freizeitbad (Wellenbad, zwei Röhrenrutschen, Strömungskanal, Kinderplanschbecken) und Saunabereich im toskanischen Stil und ein Wellnessbereich mit Hammām, klassischen Massage und Ayurveda sowie Bäderanwendungen.

### maritimo Oer-Erkenschwick

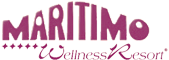
Logo maritimo

Unter dem Namen „maritimo“ betreibt monte mare in Kooperation mit der DSBG, Herne, in Oer-Erkenschwick bei Recklinghausen einen Komplex aus Sauna-Anlage mit Wellnessangeboten, Sportbad, Freibad und Spaßbad mit Whirlpools, Turboduschen, Strömungskanälen, Wasserfälle, Whirlliegen, Bodensprudlern und einem ganzjährig nutzbaren Außenbecken. Der Innenbereich bietet 2 Röhrenrutschen, der Außenbereich beherbergt eine offene Wasserrutsche von rund 100 Metern Länge.
Im Spätjahr 2014 soll entschieden werden, ob der Spaßbadbereich wegen zahlreichen Baumängeln geschlossen und damit der Saunabereich erweitert wird. Bis März 2016 war die Entscheidung noch nicht getroffen!

### monte mare Obertshausen (ehem. Atlantis)
Das heutige monte mare in Obertshausen eröffnete – nach einer Erweiterung des Hallen- und Freibades „Waldbad“ von 1966 – im Oktober 2002 zunächst unter dem Namen „Atlantis“. Nach der Insolvenz der Atlantis-Betreibergesellschaft mit weiteren Standorten in Ulm/Neu-Ulm sowie in Dorsten und dem daraus resultierenden Heimfall der Immobilie an die Stadt Obertshausen wurde Ende 2006 der Betrieb an die monte mare Gruppe übertragen. Mit über 500.000 Besuchern pro Jahr  zählt der Standort zu den besucherstärksten der Gruppe.

### monte mare Seesauna Tegernsee
Im August 2008 wurde monte mare Tegernsee (auch Seesauna Tegernsee) eröffnet. Besucherattraktion ist „Irmingard, das Saunaschiff“. Dazu wurde ein ehemaliges Schulschiff vom Chiemsee erworben und zur schwimmenden Sauna umgebaut. Die monte mare Seesauna Tegernsee zählte in den ersten 5 Jahren nach der Eröffnung etwa 336.000 Besucher. Geplant waren lediglich 35.000 pro Jahr (statt rund 67.000). Der Betriebszuschuss der Stadt Tegernsee belief sich für das Jahr 2009 auf über 500.000 Euro. Trotz „Besucherzahlen […] auf einem sehr hohen Niveau“ stieg der Betriebszuschuss der Stadt Tegernsee im Jahr 2010 auf 606.000 Euro. Die monte mare Tegernsee GmbH gehört zu 50 Prozent den TKV, Tegernseer Kur- und Versorgungsbetriebe (Bilanzsumme 2013: 1,77 Millionen Euro, Gewinn: 612.000 Euro). Die TKV ist für den Betrieb des E-Werkes, der Seesauna und des Freibads zuständig. Im Jahr 2013 kamen 81.422 Besucher, im Jahr 2014 stieg die Besucherzahl um 14 Prozent auf 93.000 Besucher. Im Jahr 2016 wurde die Zahl von 100.000 Besuchern, bei einer Steigerung gegenüber dem Vorjahr um 7 %, überschritten; trotzdem war von der TKV ein Betriebsverlust von 510.000 Euro (Vorjahr: 499.000) auszugleichen.

### monte mare Schliersee
Das ehemalige Kurzentrum am Seeufer wurde bis Ende 2008 zur „vitalwelt Schliersee“ umgebaut. Darin befindet sich monte mare mit einem Familienbad („Vitaltherme“), Saunawelt und Restaurant Charivari.

### monte mare Kreuzau (ehem. Rurwelle)
Anfang Februar 2009 erhielt die Unternehmensgruppe den Zuschlag, das Bad Rurwelle in Kreuzau im Auftrag des Kreis Düren zu betreiben. Ende August 2018 wurde bekannt, dass der Kreis Düren rund 3,8 Millionen Euro in Attraktivierungen der Anlage investiert.

### monte mare Bedburg

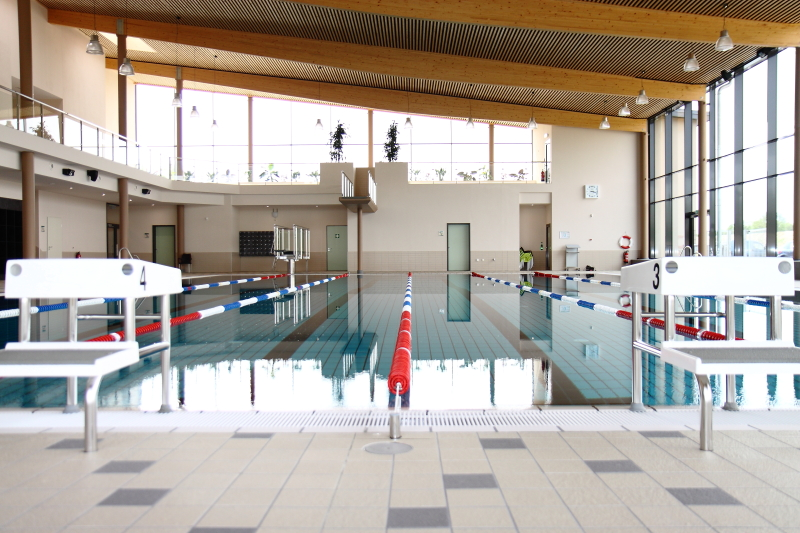
Das Hallenbad (25-Meter-Becken) im monte mare Bedburg

Das monte mare in Bedburg (Rhein-Erft-Kreis) wurde zum 3. Mai 2010 eröffnet. Unter einem Dach befindet sich ein modernes Hallenbad sowie ein großzügiger Sauna- und Wellnessbereich im balinesischen Stil. Die Stadt Bedburg trägt einen vertraglich festgeschriebenen Kostenanteil von 600.000 € pro Jahr.

### monte mare Andernach (ehem. Revita)
In Andernach wurde bis April 2012 das ehemalige Revita-Fitnessstudio zu einem monte mare umgebaut. Zusätzlich zum Sauna- und Wellnessbereich entstand ein gesundheitsorientiertes Fitness-Studio. Der Sportbereich wurde am 10. April 2012 eröffnet, der Sauna- und Spabereich am 28. April 2012. Eine Sauna im Außenbereich wurde dem Geysir Andernach nachempfunden. Weniger als zwei Jahre nach der Eröffnung wurde der 100.000 Saunagast begrüßt. Nach Firmenangaben wurde der Standort im Jahr 2015 für rund 1 Mio. Euro erweitert. Ende April 2018 wurde an diesem Standort das erste monte mare Hotel eröffnet, dazu wurden rund 4,8 Mio. € investiert.

## Früher betriebene Bäder

### monte mare Neustadt in Sachsen
Das monte mare Neustadt in Sachsen wurde 1995 eröffnet und bis Ende 2011 von der monte mare-Gruppe betrieben. Mit dem 1. Januar 2012 wurde die monte mare Neustadt Freizeitbad GmbH in Mariba Freizeitwelt Neustadt GmbH umbenannt.

### monte mare in Golling an der Salzach
In Golling an der Salzach (Österreich) hat ein neu errichtetes Hallenbad mit Saunabereich zum 1. Februar 2007 den Betrieb aufgenommen. Seit dem 1. November 2008 wird das Bad unter dem Namen Aqua Salza durch die Gemeinde selbst betrieben.

### monte mare Rengsdorf
Das monte mare Rengsdorf war der am längsten in Betrieb befindliche Standort. 1984 übernahm monte mare das bis dahin im Besitz der Gemeinde Rengsdorf befindliche „Garten-Wellenbad“ im Rahmen einer Privatisierung. Die Gemeinde, die den Zuschussbedarf von zuletzt 1,8 Millionen DM pro Jahr (in heutiger Kaufkraft ca. 1,5 Mio. €) nicht mehr tragen konnte, verkaufte das Bad für den symbolischen Preis von 1 DM. Dieser Verkauf war für monte mare mit der Auflage verbunden, weitere 5 Millionen DM zu investieren und das Wellenbad mindestens 20 Jahre zu betreiben.
Das Wellenbad wurde um Großrutschen und Außenbecken ergänzt. Ein mediterranes Ambiente mit Palmen sollte die Besucher ansprechen. Insbesondere der gewinnbringende Sauna-Bereich wurde ausgebaut und bot zuletzt 13 verschiedene Saunen. Der Betreiber gab die Besucherzahlen mit rund 280.000 pro Jahr an. Seit dem 19. Oktober 2008 ist der Erlebnisbadebereich geschlossen. Der weiter betriebene Saunabereich ist seit dem 15. Oktober 2017 ebenfalls geschlossen. Der Betrieb an diesem Standort wurde damit komplett eingestellt.
Ebenfalls Teil des Komplexes ist ein Bürogebäude, das Sitz des Planungsbüros und der Zentralverwaltung der Unternehmensgruppe ist.

### Meersburg Therme
Vom 1. Juli 2014 bis 30. Juni 2018 war die monte mare Bäderbetriebsgesellschaft mbH (Rengsdorf) mit der Betriebsführung der Meersburg Therme beauftragt. Der vorherige Betreiber (G1 Bädergruppe) hatte Anfang Juli 2012 Insolvenz angemeldet.

## Auszeichnungen
2009 wurde monte mare als Finalist und 2010 mit dem Großen Preis des Mittelstandes und der Ehrenplakette der Oskar-Patzelt-Stiftung ausgezeichnet.